# Cetynia
Cetynia (czarnog. Цетиње / Cetinje) – miasto w południowej Czarnogórze, siedziba gminy Cetynia. W 2011 roku liczyło 13 918 mieszkańców.
Jest położone u podnóża masywu Lovćen na wysokości ok. 650 m n.p.m. Jugosłowiańskie miasto-bohater. Miasto było kolebką czarnogórskiej państwowości i kultury oraz głównym centrum religijnym, a do 1918 r. stolicą tego kraju. Zgodnie z Konstytucją Czarnogóry z 1992 roku, ze względu na swoje duże znaczenie, Cetynia nosi honorowy tytuł „Stolicy Czarnogóry” („Prijestolnica Crne Gore”). W mieście znajduje się rezydencja prezydenta Czarnogóry, której uroczyste otwarcie miało miejsce 25 listopada 2005.
Jest jedynym miastem w gminie, które zamieszkuje więcej niż 1000 osób.

## Historia

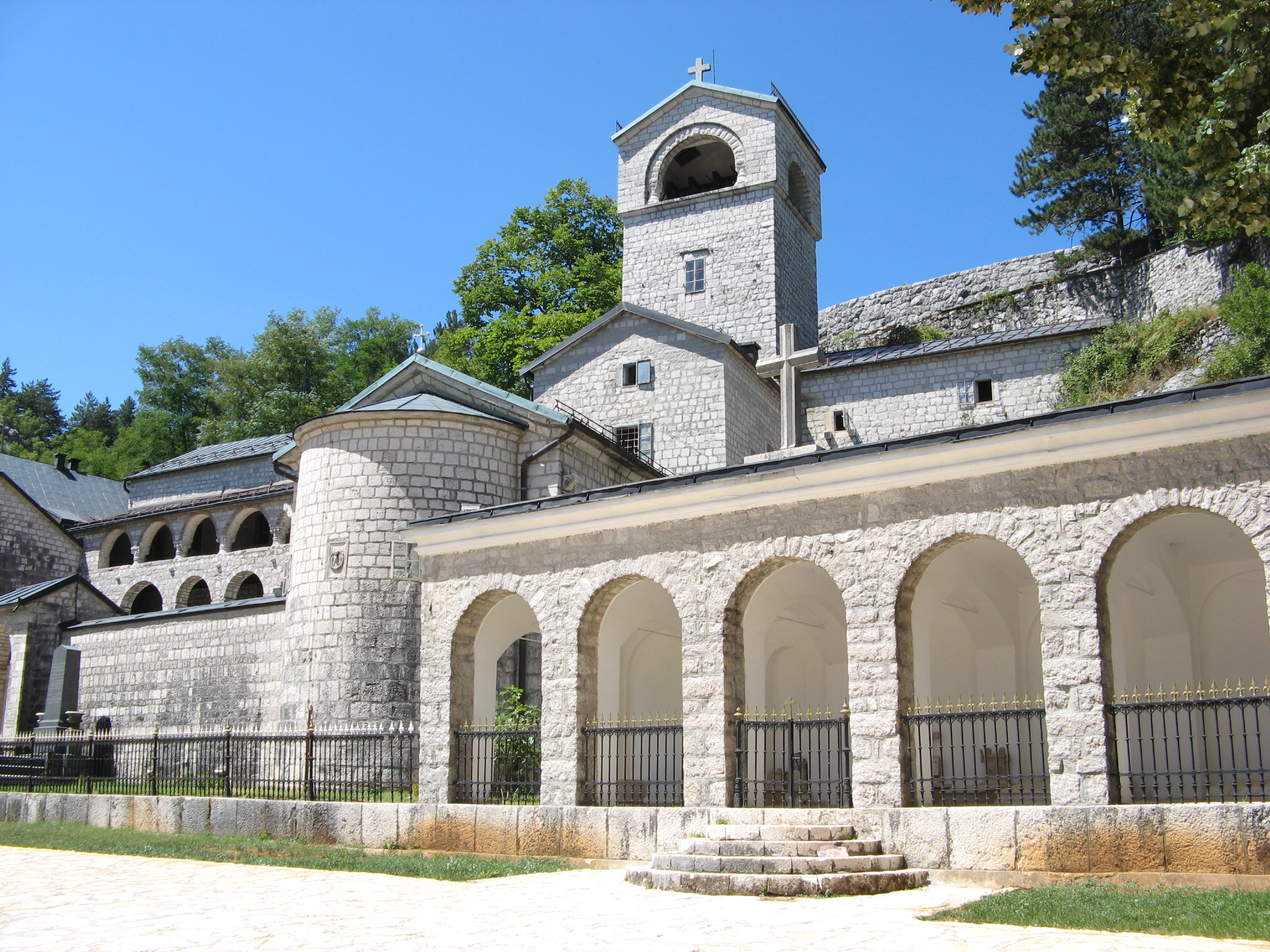
Monaster cetyński

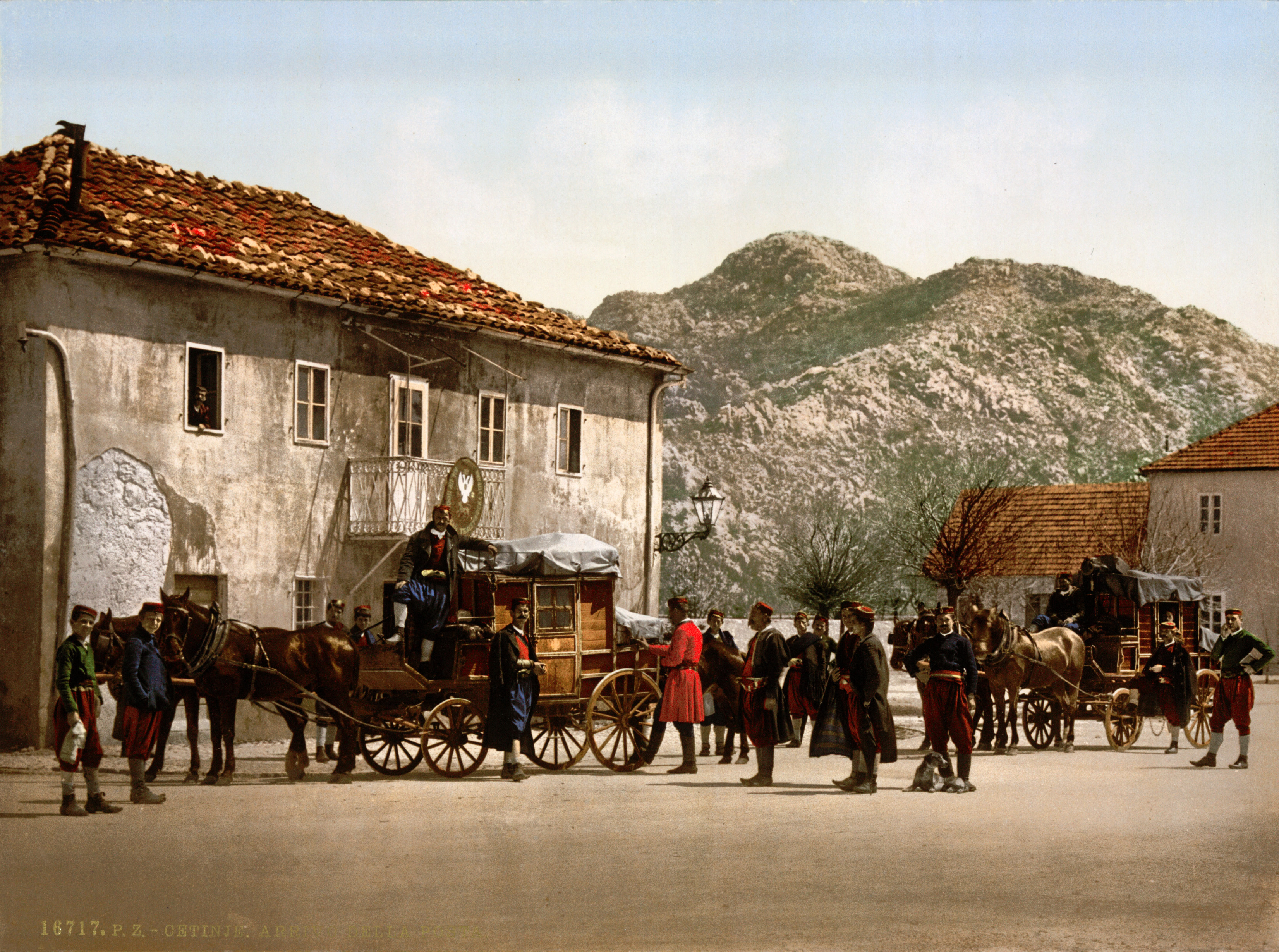
Cetynia w 1895 r.

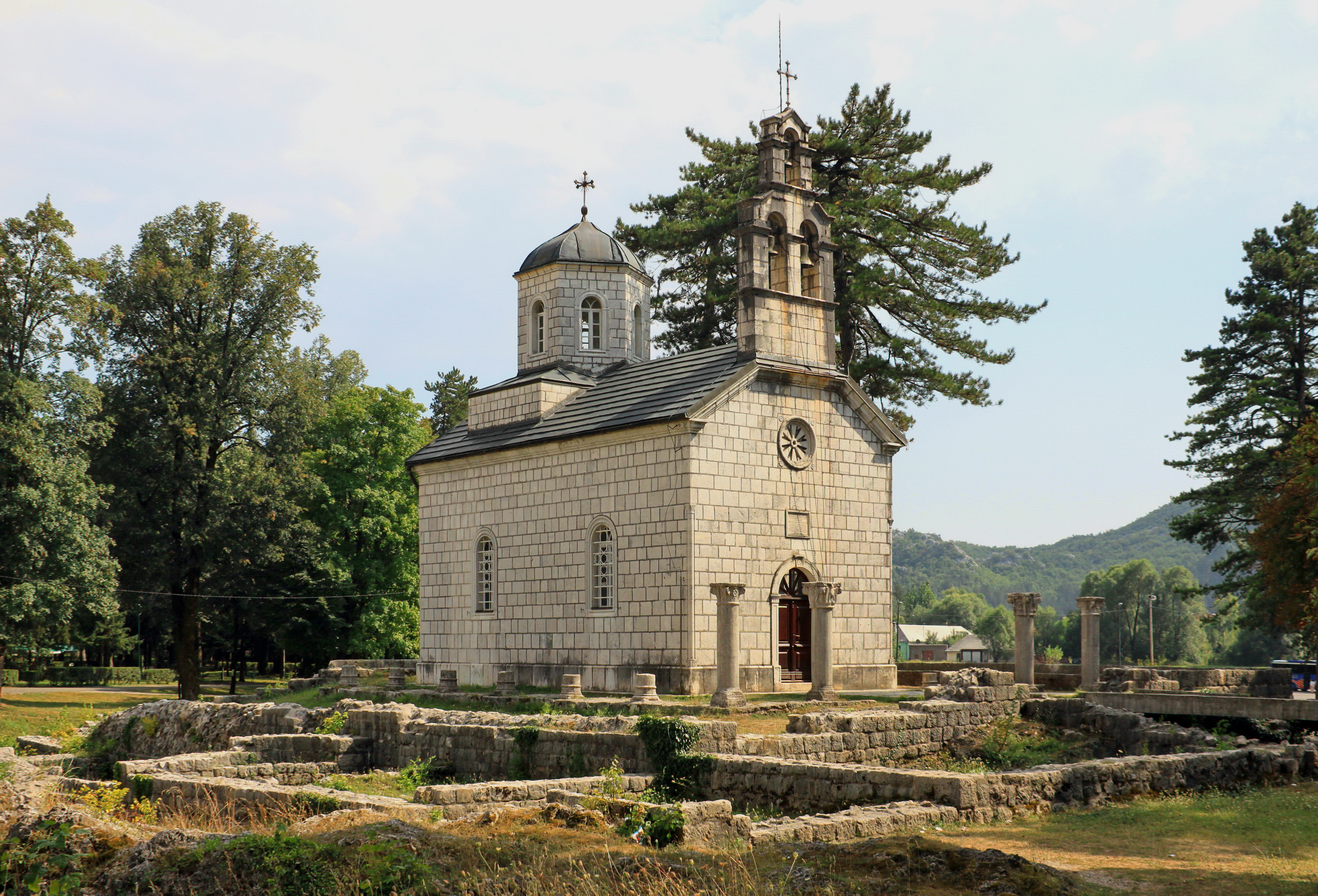
Cerkiew na Ćipurze

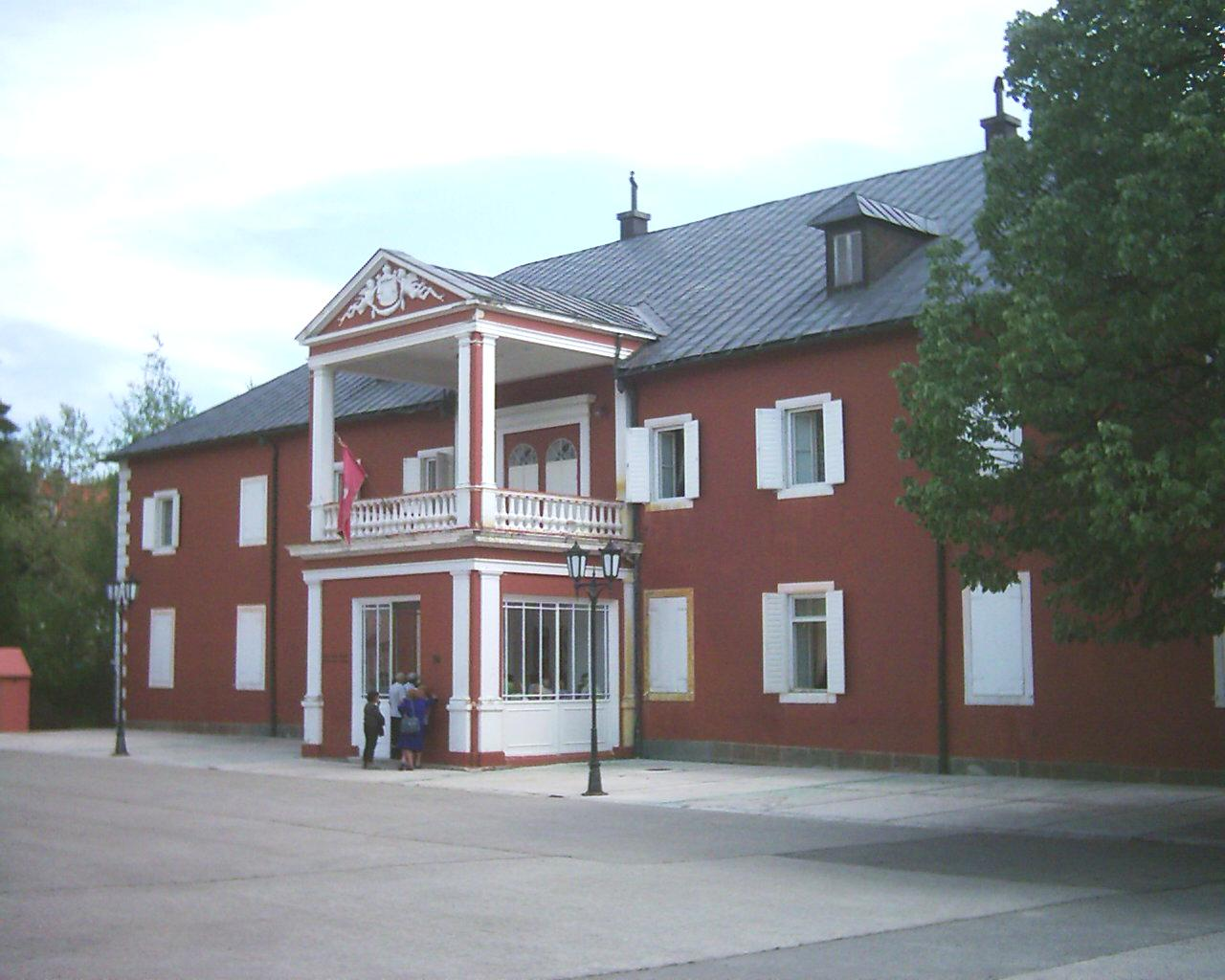
Pałac króla Mikołaja I, obecnie muzeum.

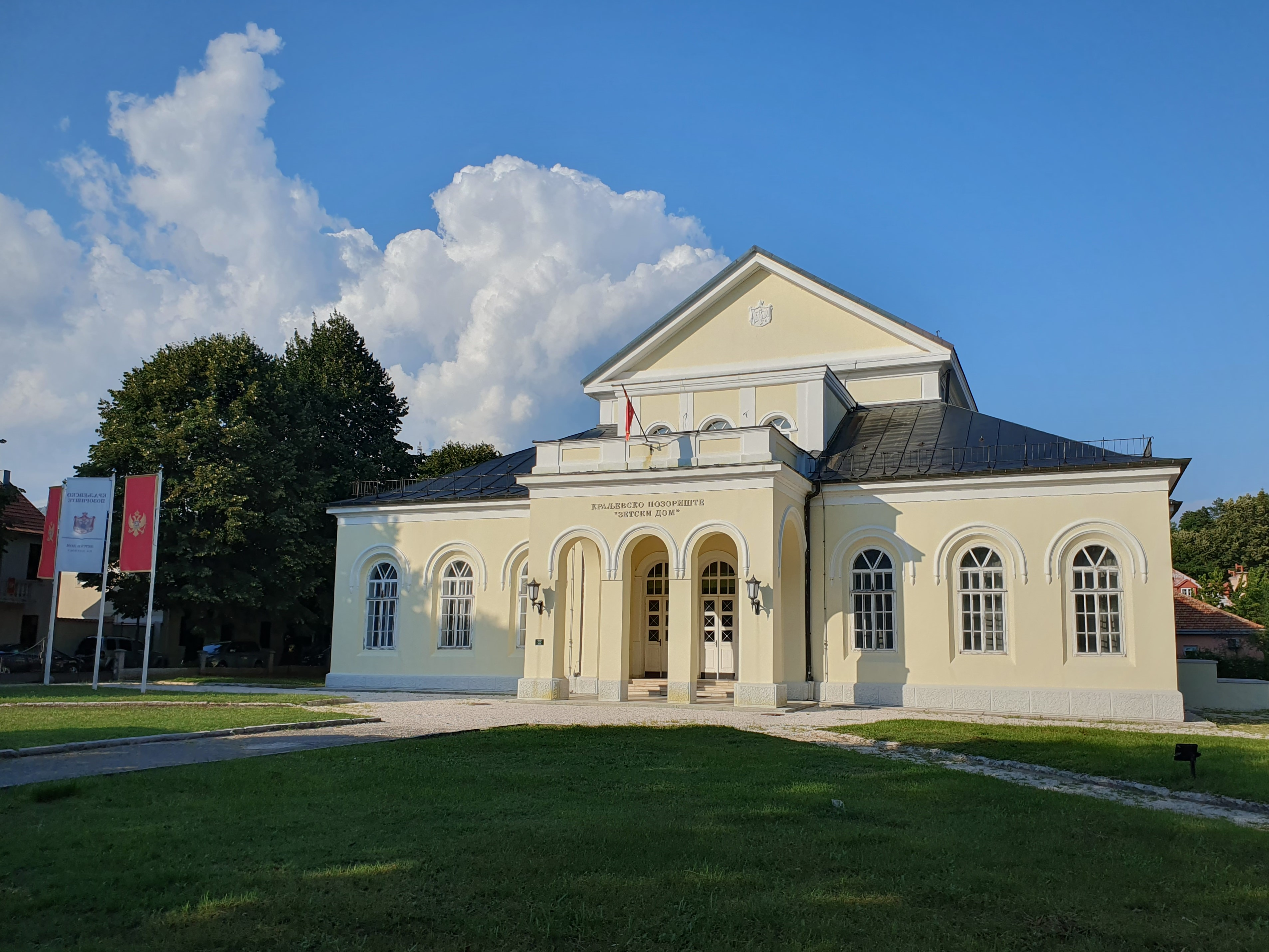
Zetski Dom

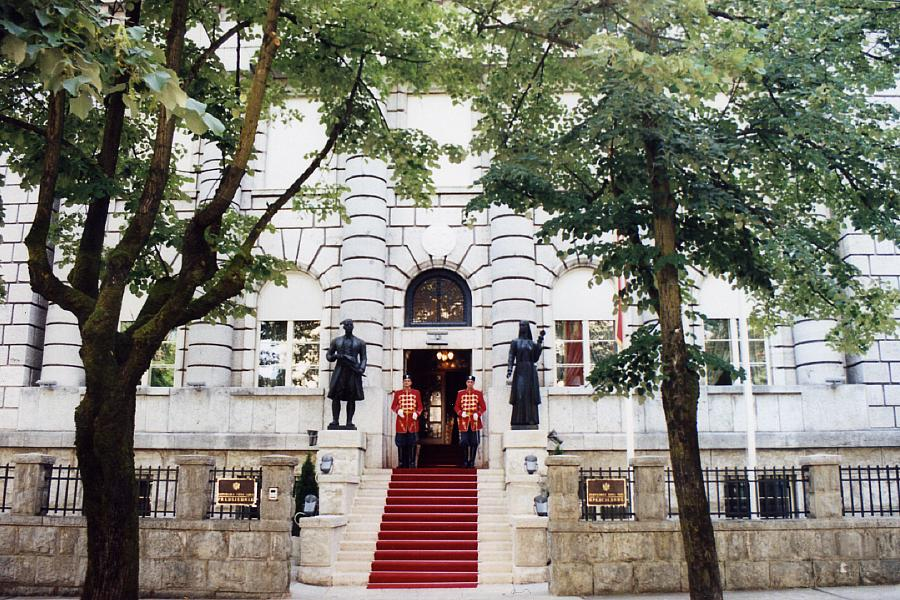
Była siedziba prezydenta Czarnogóry, obecnie (2017) Ministerstwo Kultury

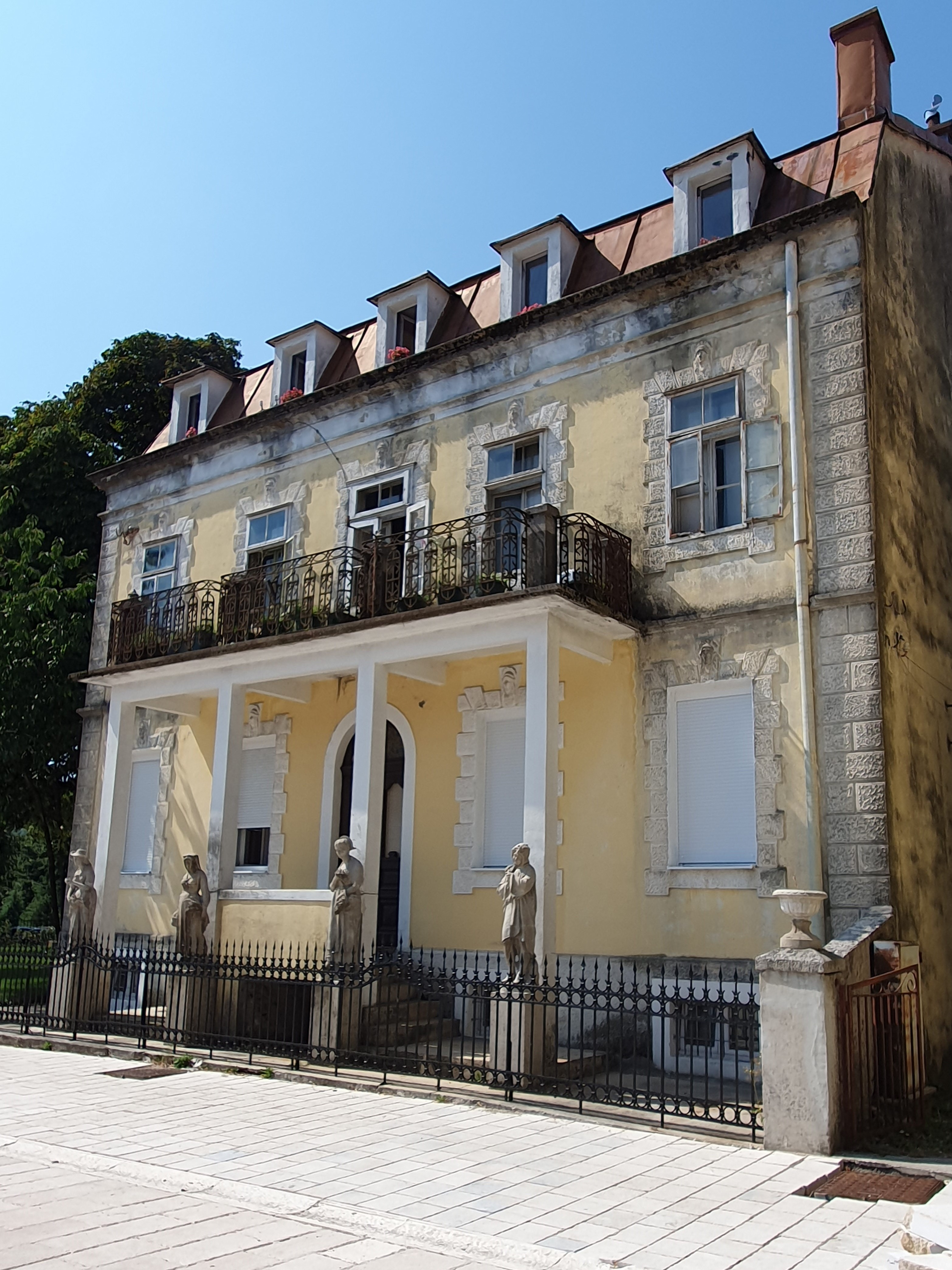
„Kuća Đukanovića” z 1910 roku

Powstanie Cetynii wiąże się z osobą Ivana Crnojevicia – władcy średniowiecznego księstwa Zety. Podbój Bałkanów przez Imperium osmańskie zmusił go do tego, aby przenieść stolicę swego kraju w 1478 r. z ufortyfikowanego miasta Žabljak nad Jeziorem Szkoderskim w bardziej niedostępne i wyżej położone tereny, najpierw do Rijeki Crnojevića, a następnie w 1482 r. pod górę Lovćen. Choć od 1450 r. istniała tu już Cerkiew Wołoska i zapewne mała osada pasterska, to dopiero decyzja o przeniesieniu tu stolicy księstwa zaowocowała powstaniem miejscowości, której nazwa wzięła się od rzeki Cetina przepływającej przez dolinę. Wpierw – w 1482 r. – wybudowano dwór dla władcy Ivana Crnojevicia, a dwa lata później, niedaleko od niego powstał Monaster Narodzenia Matki Bożej, który stał się nową siedzibą Prawosławnej Metropolii Zeta. Miasto, w porównaniu do innych średniowiecznych miast z epoki, nie posiadało murów obronnych, te istniały bowiem tylko wokół monasteru.
Cztery lata po śmierci Ivana Crnojevicia, w 1494 r., jego syn Đurađ Crnojević założył drukarnię w Cetynii, w której wydano księgę religijną pt. Oktoih. Była to pierwsza wydrukowana cyrylicą książka na południowej Słowiańszczyźnie, co miało miejsce zaledwie 40 lat po wynalazku Jana Gutenberga. Rozwój miasta został jednak zastopowany w 1499 r. gdy większość terenów Czarnogóry została podbita przez Imperium osmańskie, a księstwo Zety utraciło niepodległość, gdy ostatni jego władca Stefan II Crnojević stał się wasalem sułtana osmańskiego. Miasto stało się częścią utworzonego w 1514 r. sandżaku Czarnogóry, którego sandżakbejem aż do swej śmierci w 1528 r. był Staniša „Stanko” Crnojević, który od momentu przejściu na islam zwany był jako Skenderbeg Crnojević. Następnie miasto stało się częścią teokratycznego księstwa biskupiego Czarnogóry, rządzonego przez tzw. władyków Czarnogóry, nad którym Imperium osmańskie nie umiało zapanować. Cetynia przez dwa stulecia była w stagnacji, często atakowana zarówno przez Turków, ale także przez Wenecjan. W czasie tych ataków dawny dwór Crnojeviciów oraz monaster zostały zburzone.
Miasto odzyskało swój status i częściowo odbudowano począwszy od 1697 roku, gdy władyką Czarnogóry został Daniel I, założyciel dynastii Petrowiciów-Niegoszów. Jednak uwikłanie w walki klanowe oraz walki narodowowyzwoleńcze jego następców, nie przyniosły miastu rozkwitu. Aż do początku XIX wieku Cetynia, poza monasterem i cerkwią, składała się z kilkudziesięciu chat z nieociosanego kamienia pokrytych strzechą. Dopiero gdy w 1830 r. władzę objął Piotr II Petrowić-Niegosz, nastąpiła rozbudowa i urbanizacja Cetynii. Wówczas, w 1838 r. zbudowano nową siedzibę władyków Czarnogóry – pałac zwany Bilardówka.
Po kongresie berlińskim (1878) sytuacja Czarnogóry, jak i Cetynii uległa zmianie. W latach 1878–1918 Cetynia stała się stolicą niepodległego Królestwa Czarnogóry – najmniejszego państwa w Europie, którym rządził książę (a od 1910 – król) Mikołaj I Petrowić-Niegosz. W związku z tym, w mieście pojawiły się poselstwa różnych państw – wybudowano nowoczesne budynki ambasad, które różniły się mocno od dotychczasowej czarnogórskiej zabudowy. Szybko jednak powstały także inne budynki, których potrzebowała stolica państwa. Wybudowano pierwszy hotel w mieście – „Lokanda”, szpital oraz nowy pałac książęcy. Gdy w 1910 roku Czarnogóra stała się królestwem, w Cetynii powstał Budynek Rządowy (Vladin Dom), gdzie swą siedzibę miały zarówno władza ustawodawcza, jak i wykonawcza.
Po zakończeniu II wojny światowej i utworzeniu Socjalistycznej Republiki Czarnogóry, zadecydowano o przeniesieniu stolicy do Podgoricy (ówczesnego Titogradu). Wówczas rozwój Cetynii został zahamowany. Mimo tego, miasto ze względu na swoje duże znaczenie historyczne, pozostało ważne dla Czarnogóry i pełni rolę centrum kulturalnego i religijnego tego kraju.

## Grupy etniczne
W 1991 roku:
- Czarnogórcy (93,03%)
- Serbowie (2,62%)

W 2003 roku:
- Czarnogórcy (90,67%)
- Serbowie (4,62%)

## Zabytki
Obiektami zabytkowymi w mieście są:
- Bilardówka – pałac zbudowany w 1838 r. jako nowa siedziba władyków Czarnogóry

- Pałac króla Mikołaja – wybudowany w latach 1863–1867. Pierwotnie był prostym dwupiętrowym budynkiem na rzucie prostokąta, z charakterystycznymi schodami i balkonem, w 1871 r. powiększonym o dwa skrzydła. Obecny jego kształt pochodzi z 1910 r., kiedy Mikołaj został królem Czarnogóry. Budynek był siedzibą Mikołaja i jego rodziny. Od 1926 r. znajduje się tu Muzeum Króla Mikołaja które stanowi część Narodowego Muzeum Czarnogóry[9].
- Niebieski Pałac – wybudowany w stylu późnego imperium w latach 1894–1895 dla księcia Daniela, następcy tronu Czarnogóry. Budynek był wzorem dla budowy budynków innych członków rodziny królewskiej Petrović Niegosz w całej Czarnogórze. Po gruntownym remoncie z 2006 roku, budynek jest obecnie rezydencją prezydenta Czarnogóry.
- Dom Rządowy (Vladin Dom) – dawny budynek Parlamentu Czarnogóry. Obecnie: Muzeum Sztuki i Muzeum Historyczne
- Budynek teatru, tzw. Zetski dom
- Szpital „Danilo I” – wybudowany w 1873 r. był pierwszym szpitalem w Czarnogórze. Ten dwukondygnacyjny budynek na planie prostokąta powstał dzięki funduszom uzyskanym z darów uzyskanych na chrzcie księcia Daniela w 1871 r.
- scena letnia – Zbudowana w 1951 r. Dzięki swojemu położeniu (pod wzgórzem Skała Orła) oraz kształtowi antycznego teatru, scena ta ma bardzo dobre właściwości akustyczne. Może pomieścić 2 tys. ludzi.
- Mauzoleum władyki (księcia-biskupa) Daniela I na wzgórzu „Skała Orła”

Ważnymi obiektami w mieście także są:
- Cerkiew Wołoska – nazwa jej pochodzi od pasterzy zwanych Wołochami którzy wybudowali tu cerkiew ok. 1450 roku, zanim jeszcze powstała sama miejscowość. Cerkiew została jednak spalona podczas jednego z tureckich najazdów[10]. Obecna jednonawowa budowla z absydą na planie półkola pochodzi z 1864 r. Wewnątrz znajduje się ikonostas z ikonami autorstwa Vasilija Djinovskiego z 1878 r.[11]
- Cerkiew na Ćipurze – otoczona przez częściowo zburzoną kolumnadę. Cerkiew wybudowana została w 1886 r. przez Mikołaja I jako jego kaplica dworska na fundamentach byłej cerkwi zbudowanej przez Ivana Crnojevicia[10], który został tutaj pochowany. Także prochy króla Mikołaja I i jego żony Mileny zostały tutaj złożone[12].
- Monaster Narodzenia Matki Bożej w Cetyni wraz ze znajdującym się w nim muzeum

- Budynki przedstawicielstw dyplomatycznych z okresu (m.in. Rosji, Niemiec, Austro-Węgier), kiedy Cetynia była stolicą państwa.

## Współpraca
- Rijeka, Chorwacja
- Mali Iđoš, Serbia
- Charków, Ukraina
- Szkodra, Albania
- Kostroma, Rosja
- Wielkie Tyrnowo, Bułgaria
- Vranje, Serbia
- Sinaia, Rumunia
- Gaziantep, Turcja